# Monteriggioni
Monteriggioni ist eine italienische Gemeinde mit 9934 Einwohnern in der Toskana in der Provinz Siena.

## Geografie

Lage von Monteriggioni in der Provinz Siena

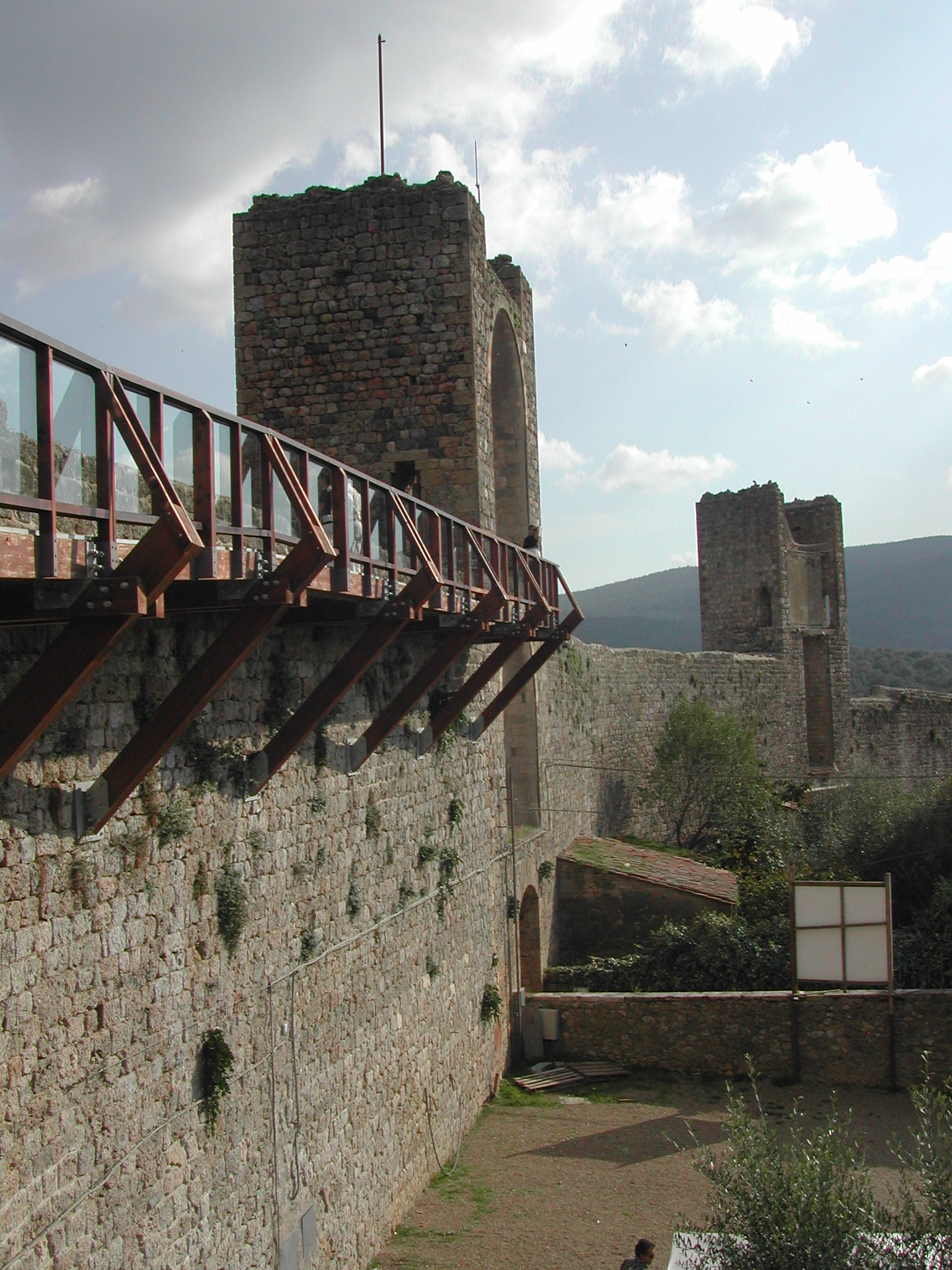
Die Stadtmauer von Monteriggioni (Innenseite nahe der Porta Franca)

Der Ort liegt auf dem Berg Monte Ala in der Gebirgskette Montagnola Senese an der Via Francigena. Die Gemeindeverwaltung befindet sich im Ortsteil Colonna di Monteriggioni, kurz unterhalb des historischen Ortskerns. Die Gemeinde liegt in der klimatischen Einordnung italienischer Gemeinden in der Zone D, 1 687 GG. Sie wird von dem Fluss Staggia durchquert (verbringt 11 von 35 Kilometern im Gemeindegebiet). Ein weiterer wichtiger Fluss im Gemeindegebiet ist der Elsa, der hier auf 3 km (von insgesamt 81 km) fließt. Der Berg Montemaggio (671 Höhenmeter, auch Monte Maggio geschrieben) liegt ebenfalls im Gemeindegebiet.
Ortsteile (Fraktionen) von Monteriggioni sind Badia a Isola (auch Abbadia a Isola), Badesse (226 m, ca. 450 Einwohner), Basciano (328 m, ca. 50 Einwohner), Belverde (358 m, ca. 1250 Einwohner), Castellina Scalo (192 m, ca. 1800 Einwohner), Colonna di Monteriggioni (Rathaus, 200 m, ca. 40 Einwohner), Lornano (300 m, ca. 90 Einwohner), Quercegrossa, San Martino (353 m, ca. 400 Einwohner), Santa Colomba (338 m, ca. 30 Einwohner), Strove (262 m, ca. 80 Einwohner), Tognazza (340 m, ca. 320 Einwohner) und Uopini (352 m, ca. 500 Einwohner).
Weitere Örtlichkeiten (località) bzw. Weiler sind Acquaviva (246 m, ca. 40 Einwohner), Bracciano (348 m, ca. 15 Einwohner), Carpineta (392 m, ca. 80 Einwohner), Colombaio (339 m, ca. 100 Einwohner), Fontebecci, La Ripa (367 m, ca. 70 Einwohner), Nagli, Poggiolo (346 m, ca. 300 Einwohner), Riciano, Scorgiano (gehört nördlich zu Monteriggioni und südlich zu Casole d’Elsa) und Sensano (264 m, ca. 20 Einwohner).
Anliegende Gemeinden sind Casole d’Elsa, Castellina in Chianti, Castelnuovo Berardenga, Colle di Val d’Elsa, Poggibonsi, Siena und Sovicille.

## Geschichte
Monteriggioni wurde von der Republik Siena durch den Podestà Guelfo da Porcari zwischen 1213 und 1219 als defensiver Stützpunkt errichtet, um die Region um das Elsatal und die Festung Staggia Senese, also die Grenze zur Republik Florenz, beobachten zu können. Die Errichtung einer Befestigungsanlage war für Siena ein Novum, zuvor wurden nur bereits vorhandene Festungen oder Burgen ausgebaut. Der Name entstammt wahrscheinlich der damaligen Bezeichnung Montis Regis (Königsberg) oder Mons Regionis (höchster Berg der Region). Seit 1232 verlangte Florenz von Siena, die Befestigungsanlage wieder aufzugeben. Erste Kriegshandlungen zwischen Siena und Florenz trugen sich bereits 1244 und 1254 zu und fanden eine kurze Unterbrechung nach der Schlacht von Montaperti 1260, als Siena Florenz besiegen konnte. Die gleichen Konfliktparteien trafen neun Jahre später in der Schlacht von Colle bei Colle di Val d’Elsa aufeinander. Die flüchtenden Seneser Truppen fanden in der Festung Unterschlupf. Der darauf folgenden Belagerung durch die Streitkräfte aus Florenz konnte widerstanden werden.
1380 erhielten die Einwohner Monteriggionis von der Regierung in Siena durch die Statuti del comune et uomini di Monteriggioni die gleichen Rechte wie die Einwohner Sienas zuerkannt und konnten sich demnach Einwohner von Siena nennen. Im 15. Jahrhundert wurden die Stadtmauern verstärkt, um gegen Artillerie gewappnet zu sein. 1526 widerstand die Festung einer Belagerung durch die Florentiner, die mit Artillerie die Festung angriffen. Die Belagerung endete am 25. Juli durch die Schlacht von Camollia (auch Battaglia di Camollia oder Battaglia di Camullia) kurz vor dem nördlichen und namensgebenden Stadttor von Siena.
Am 27. April 1554 wurde Monteriggioni durch den Verrat des Capitano Bernardino Zeti von den Truppen des Gian Giacomo Medici eingenommen. Zeti ließ durch einen Boten das Stadttor öffnen, wodurch die Truppen aus Florenz den Ort betreten und in Besitz nehmen konnten. Durch die Einnahme des Ortes gelangte Monteriggioni in den Besitz der Medici, die die Festung dann an die Familie Golia aus Siena veräußerten. Danach wechselten die Besitzer der Burg mehrfach, unter ihnen waren die Familien der Batta, der Visconti, der Fabbroni und der Daddi. 1704 gelangte die Familie der Accarigi in den Besitz der Festung, diese verkauften allerdings bereits 1720 an die Familie der Griccioli. 1777 wurde der Ort eigenständige Gemeinde.
Monteriggioni erlebt seit 1861 einen kontinuierlichen Bevölkerungsanstieg. Wohnten 1861 noch ca. 3550 Einwohner im Ort, so hat sich die Anzahl bis 2011 (ca. 9100) mehr als verdoppelt, wobei die Anwohnerzahl im historischen Zentrum eher zurückgeht und die in den neueren Stadtteilen wie Castellina Scalo (1849 durch den Bahnhofsbau entstanden) oder den Siena anliegenden Ortsteilen wie Belverde, San Martino, Tognazza oder Uopini steigt.
Am 28. März 1944 fand das Blutbad von Montemaggio (Eccidio di Montemaggio, auch Battaglia di Montemaggio genannt, auch zum Teil Monte Maggio geschrieben) statt. Dabei fanden 19 Partisanen den Tod. Diese hatten sich in dem Bauernhaus Casa Giubileo einquartiert mit dem Ziel, die Bahnlinie Empoli–Siena und die Via Cassia zu sabotieren. Dabei nahmen sie einen Tag vorher einen Offiziellen des Italienfeldzugs sowie einen deutschen Unterhändler, der Gefangene austauschen wollte, gefangen. Am Morgen des 28. März wurde die Casa Giubileo von der Guardia Nazionale Republicana (Republikanische Nationalgarde, Teil der Streitkräfte der italienischen  faschistischen Sozialrepublik)belagert. Nachdem den Partisanen die Munition ausgegangen war, wurde das Haus eingenommen und die Partisanen hingerichtet.

## Sehenswürdigkeiten

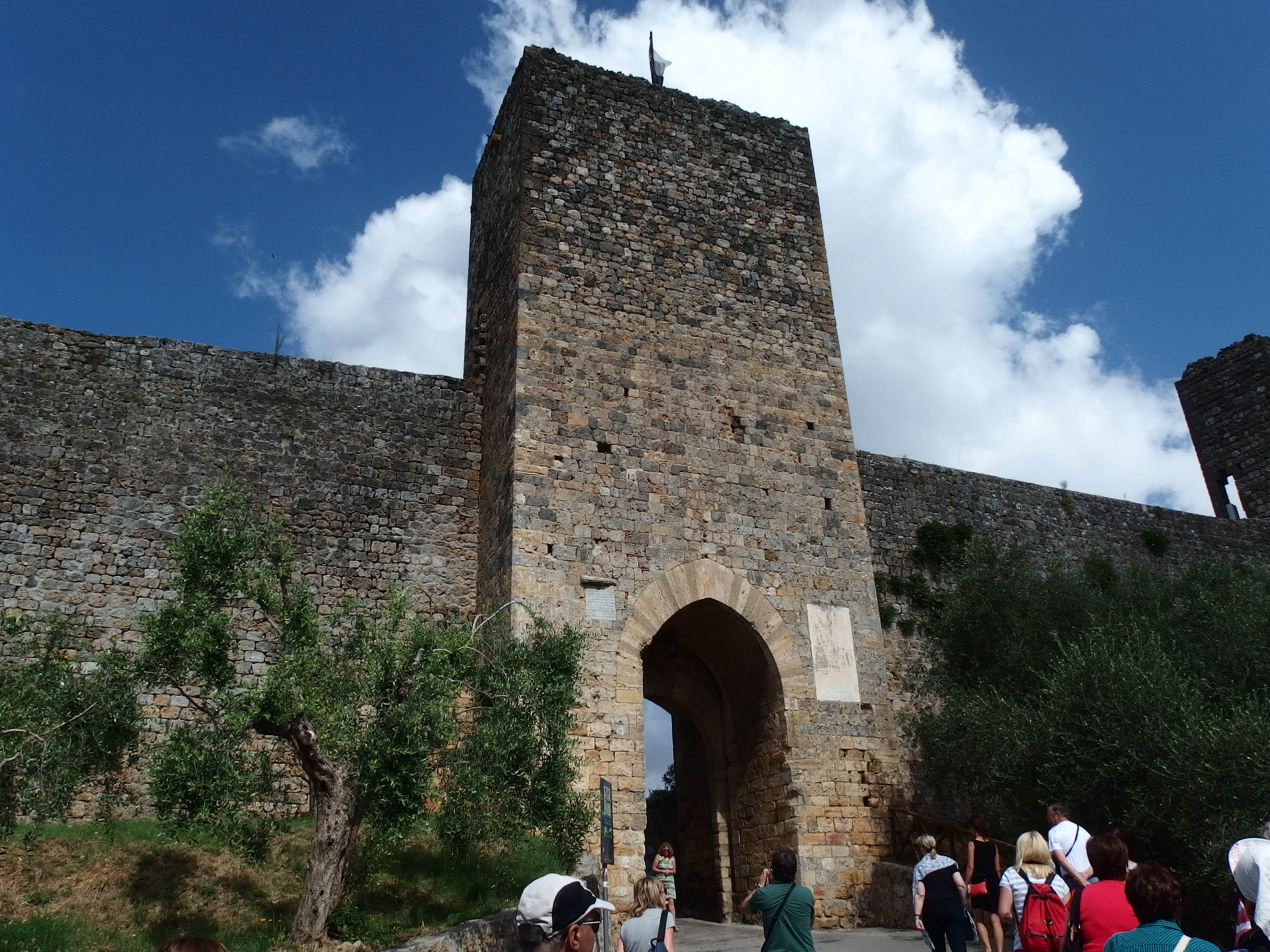
Die Porta Franca

Monteriggioni liegt auf dem Berg Monte Ala und wird von einer mittelalterlichen, noch heute erhaltenen Stadtmauer von etwa 2 Metern Breite und 570 m Länge mit Wehrgang und mit 14 Türmen umgeben, von denen heute noch elf weitgehend unbeschädigt sind. Diese nehmen eine Fläche von jeweils 6 × 4 Metern ein und erhoben sich 15 Meter über den Stadtmauern. Der fünfzehnte Turm lag im Zentrum der Befestigung (heutige Via Matteotti 2), ist aber heute nur noch als Turmstumpf zu erkennen. Der Durchmesser der in Kreisform angelegten Stadtmauer beträgt 172 Meter. Der Ort besitzt zwei Stadttore; das Siena zugewandte Haupttor Porta Franca (auch Porta Romea genannt) und das nach Florenz ausgerichtete Tor Porta di sotto (Unteres Tor, auch Porta San Giovanni genannt).

### Kirchen und Klöster

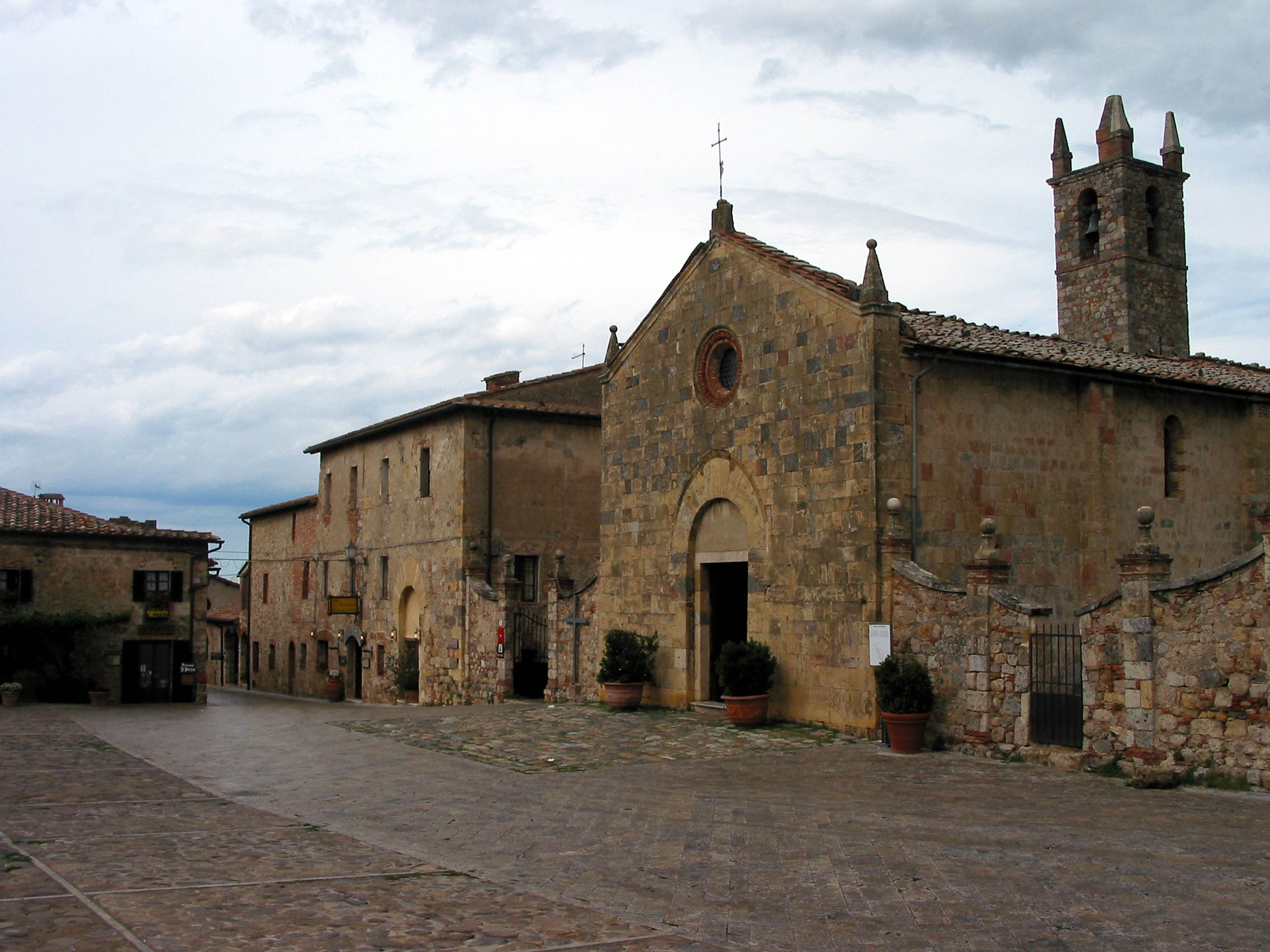
Die Kirche Santa Maria Assunta an der Piazza Roma

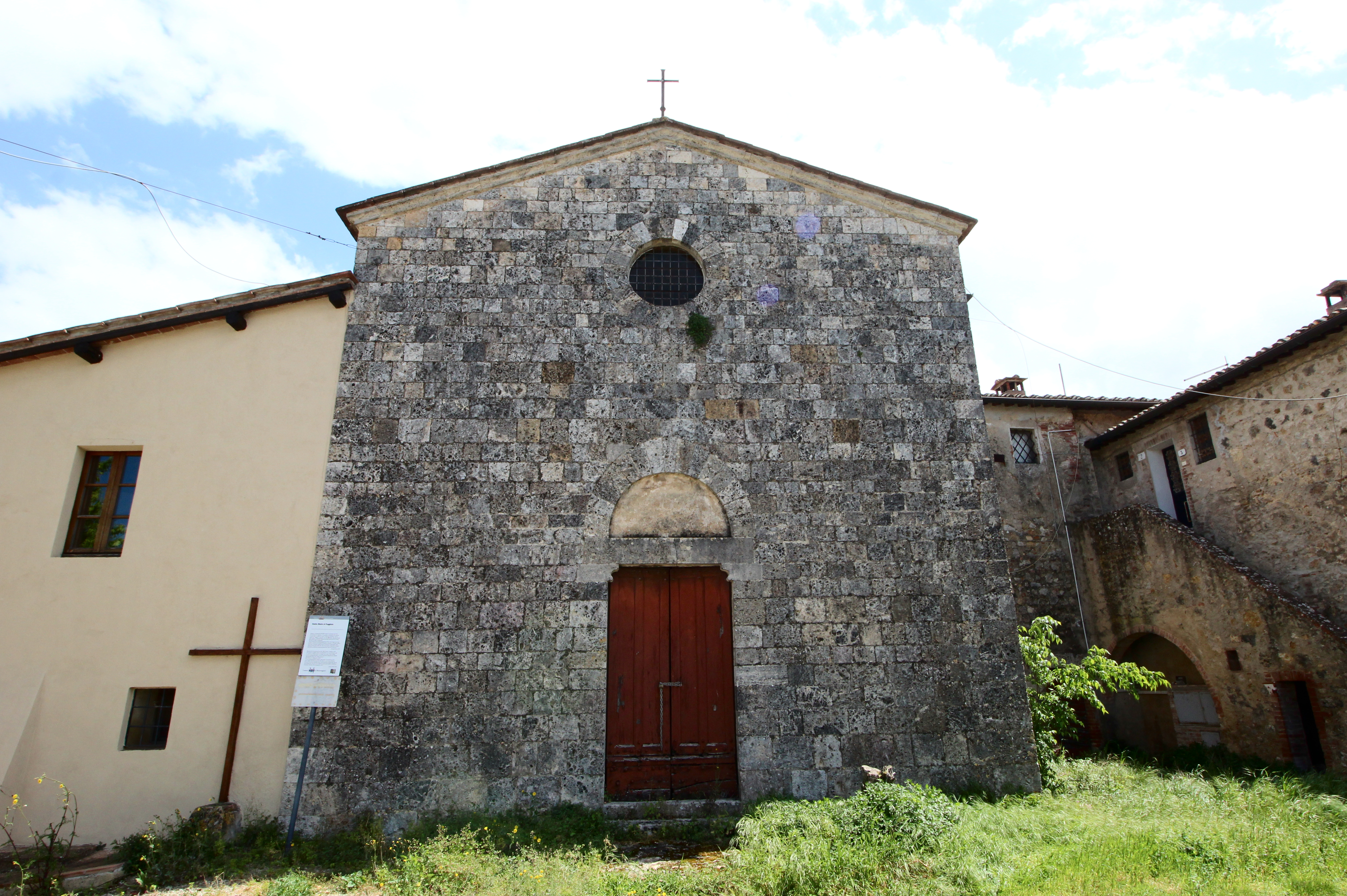
Santa Maria Assunta in Poggiolo bei Badesse

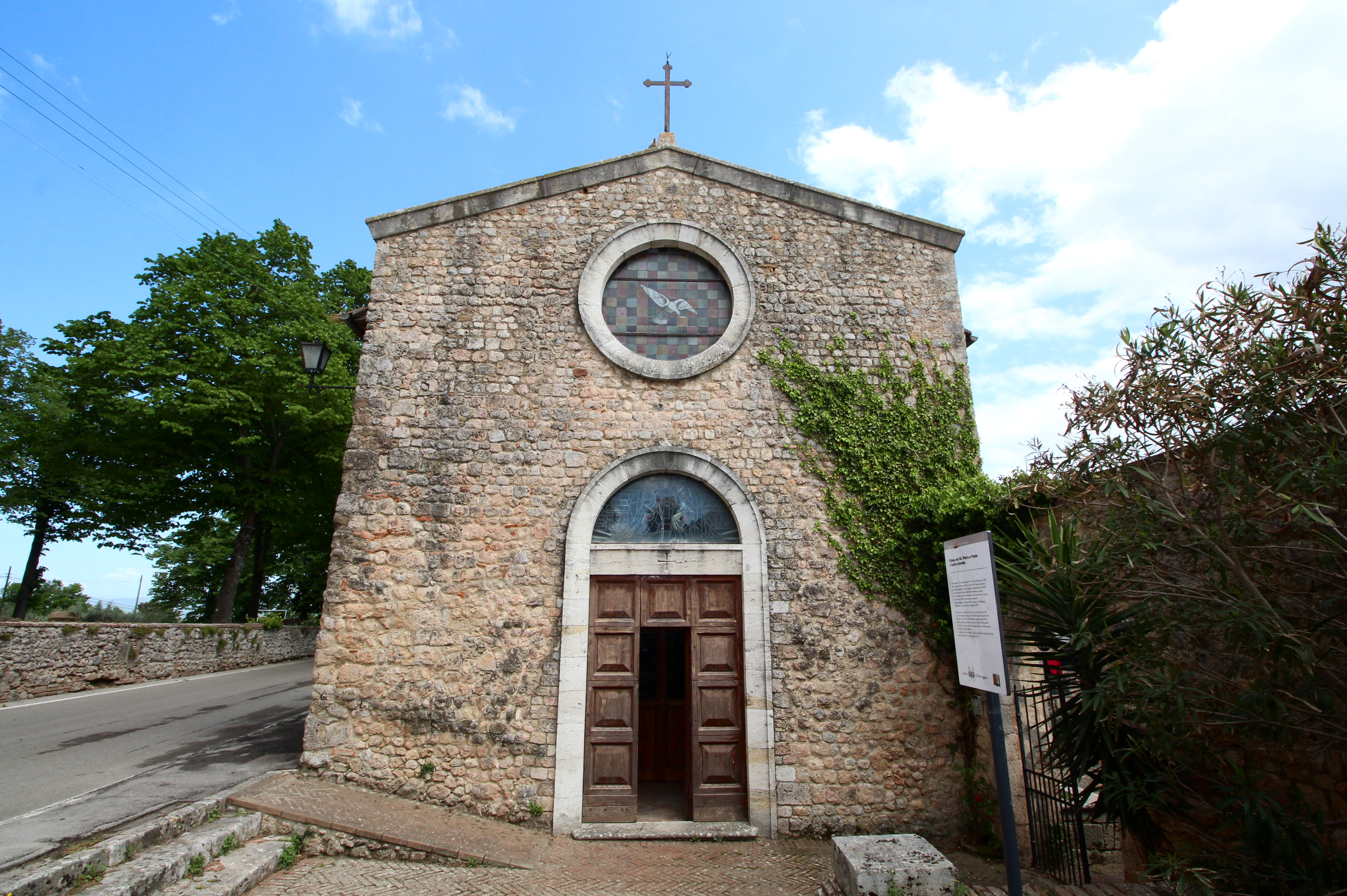
Santi Pietro e Paolo, Kirche im Ortsteil Santa Colomba

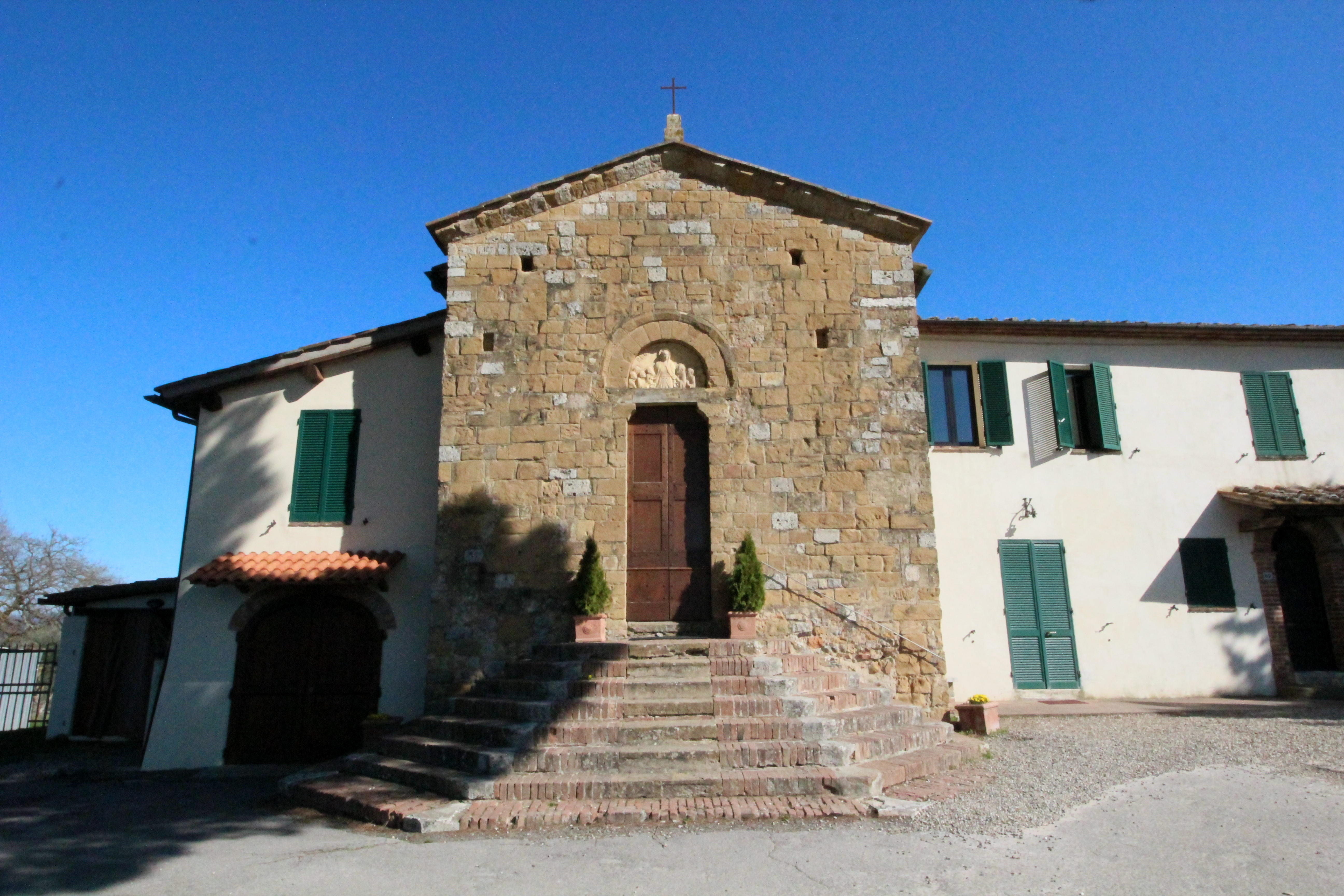
Santi Erasmo e Marcellino, Kirche im Ortsteil Uopini

- Santa Maria Assunta, einzige Kirche im historischen Ortskern und Hauptkirche (Parochialkirche) der Gemeinde, gehört dem Erzbistum Siena-Colle di Val d’Elsa-Montalcino an und liegt am Hauptplatz Piazza Roma nahe der Porta Franca.[16] Wurde von 1219[17] bis 1235[8] errichtet. Der Campanile stammt aus dem 18. Jahrhundert und wurde mit den Materialien der alten Kirche von San Giovanni Evangelista a Stecchi gebaut (befand sich ebenfalls innerhalb der Stadtmauern, heute ein Geschäft).[8]
- San Rocco, Kapelle im Ortsteil Badesse. Entstand 1761 auf Initiative der Nonnen des Trafissenklosters im Zentrum Sienas (Via delle Sperandie). Wurde 2009 restauriert.[18]
- San Bernardino da Siena, Kirche in Badesse. Entstand in den 1960er Jahren und wurde am 13. Mai 2009 als Neubau neu geweiht.[19]
- Santa Maria Assunta, Kirche in der Località Poggiolo bei Badesse. Entstand 1375 aus dem Oratorio di Sant’Andrea. Der Campanile stürzte 1879 ein. Die Kirche war bis 1985 die Parochialkirche und verlor dann den Titel an die neu errichtete Kirche in Badesse (San Bernardino da Siena).[20]
- Abbazia dei Santi Salvatore e Cirino, 1001 gegründetes Kloster im Ortsteil Badia a Isola.
- Chiesa della Compagnia del Corpus Domini, Kirche in Badia a Isola aus dem 16. Jahrhundert, die der der Abtei Salvatore e Cirino linksseitig anliegt.
- Madonna della Neve, Kapelle (Oratorio) kurz außerhalb von Badia a Isola.
- San Giovanni Evangelista, Kirche im Ortsteil Basciano. Entstand im 13. Jahrhundert.[21]
- Cristo Re e Maria Nascente, Kirche in Castellina Scalo, entstand 1931 bis 1933.[22]
- San Michele Arcangelo, Kirche in der Località Fungaia, die im 12. Jahrhundert entstand und zunächst zur Pieve di Marmoraia (Santi Maria e Gervasio a Marmoraia, gehört heute zu Casole d’Elsa) gehörte.[23]
- San Giovanni Battista, Kirche im Ortsteil Lornano. Entstand im 11./12. Jahrhundert und wurde 1554 im Krieg zwischen Siena und Florenz schwer beschädigt. Wurde 1576 restauriert sowie von 1715 bis 1734 vergrößert und umgebaut.[24]
- Santa Maria Maddalena a Santonovo, Kirche in Montarioso (12. Jahrhundert).[25]
- San Biagio, Kirchenruine bei Montauto.[8]
- San Michele, mittelalterliche Kirche in der Località Nagli nahe der Gemeindegrenze zu Casole d’Elsa am Monte Maggio (Montagnola Senese).
- Pieve di Santa Maria a Castello, Pieve in Pieve a Castello, die bereits 971 durch den Bischof von Volterra dokumentiert wurde.
- San Bartolomeo, Kirche in Riciano, die 1380 entstand.[26] Die Kirche war Parochialkirche, die Kirchengemeinde wurde allerdings 1996 aufgelöst.[27]
- San Lorenzo a Colle Ciupi, Kirche aus dem 12. Jahrhundert bei der Località Riciano am Fuße des Montemaggio (auch Monte Maggio). Wurde 1178 erstmals schriftlich erwähnt. Enthält Werke aus der Schule des Duccio di Buoninsegna aus der ersten Hälfte des 14. Jahrhunderts (Fresken Madonna in trono con Bambini e Santi)[28].
- Eremo di San Leonardo al Lago im Ortsteil Santa Colomba. Bereits 1119 erwähnte Eremitage mit Kirche aus dem 12. Jahrhundert, die zwei Jahrhunderte später neu errichtet wurde. Wurde 1168 von Ranierio II. (Ranieri), Erzbischof von Siena, als offizielle Kirche anerkannt. Enthält das Fresko Storie della vita della Vergine, angeli e santi (1370) von Lippo Vanni[29].
- Santi Pietro e Paolo, Kirche im Ortsteil Santa Colomba. Erstmals 1105 erwähnte Kirche, die über der bereits vorhandenen und 1093 zerstörten Kirche Giacomo e Colomba entstand. Die Kirche wurde 1364 von den Truppen von John Hawkwood stark beschädigt und danach verändert wieder aufgebaut. Wurde 1687 und 1906 restauriert, wobei bei letzter Restaurierung die Fresken wiederentdeckt wurden.[30]
- Cappella Bichi Borghesi, Kapelle in Scorgiano, die im 18. Jahrhundert entstand. Enthält Fresken von Giuseppe Nicola Nasini.[31]
- San Martino, Kirche im Ortsteil Strove. Entstand im 12. Jahrhundert (1137 von den Ranieri aus Staggia und 1189 von Papst Clemens III. erwähnt)[32]
- San Dalmazio, Kirche im Ortsteil Tognazza (Località San Dalmazio), die 1655 entstand.[33]
- Kloster San Michele a Quarto (Badia a Quarto), ehemaliges Kloster im Ortsteil Tognazza.
- Santi Erasmo e Marcellino, Kirche im Ortsteil Uopini. Die Kirche an der Via Francigena entstand um das 11./12. Jahrhundert und wurde mehrmals restauriert (1680, 1803–1818, 1861 und 1947).[34]

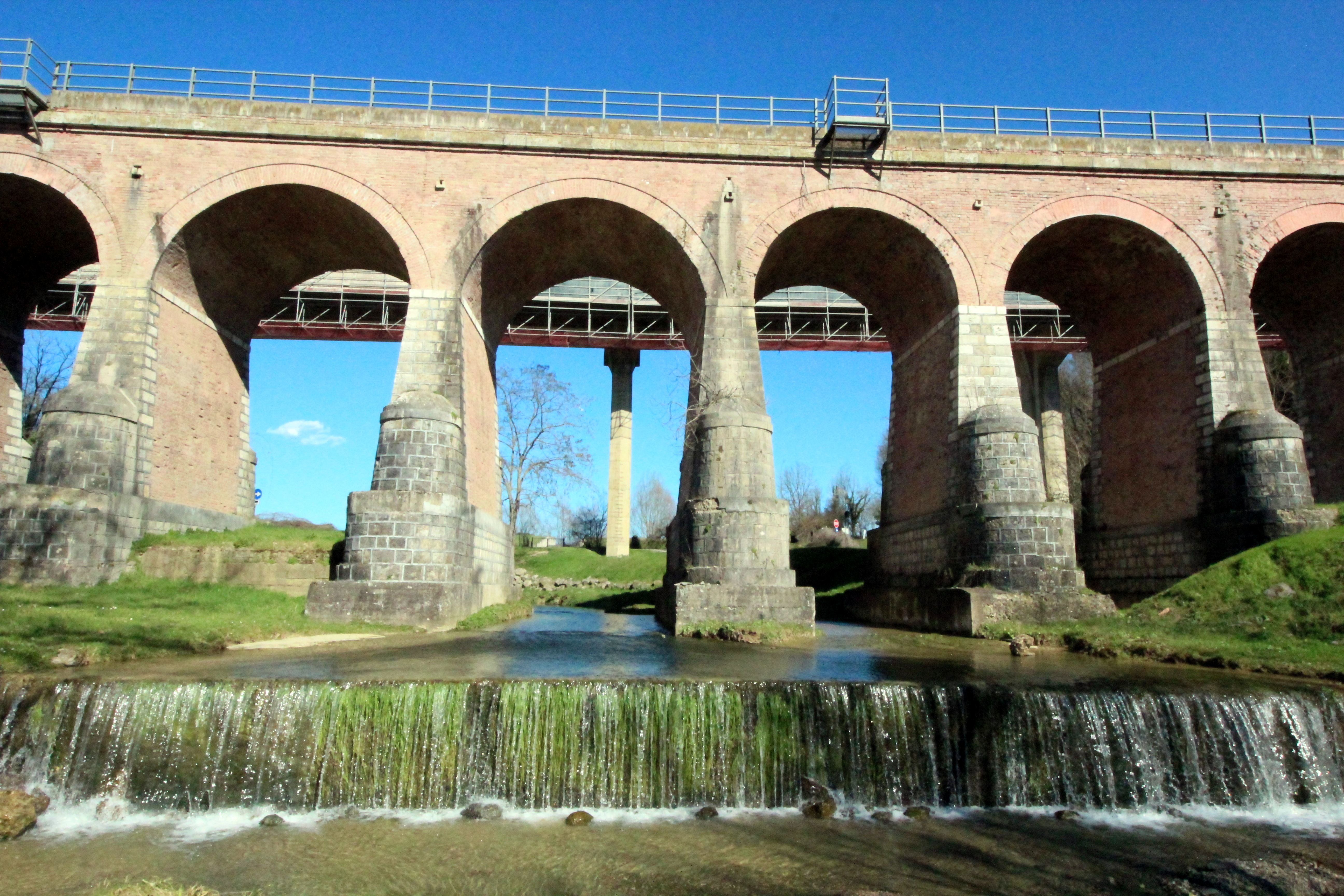
Die Eisenbahnbrücke Ponte Ottarchi über den Fluss Staggia

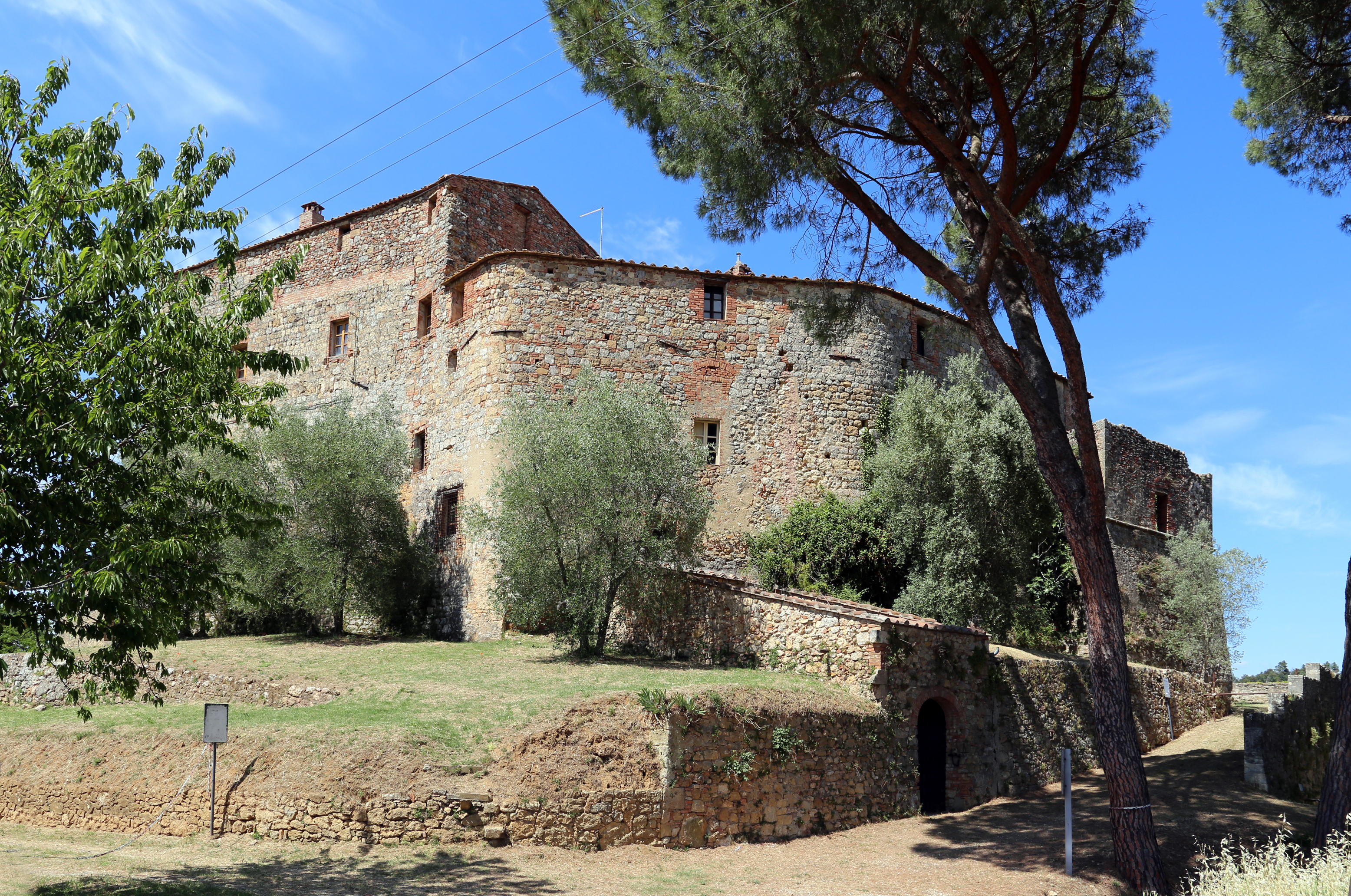
Castello Castiglionalto oder auch Castiglion Ghinibaldi

### Sonstige Sehenswürdigkeiten in den Ortsteilen
- Ponte Ottarchi, Eisenbahnbrücke der Siena-Empoli-Linie über den Fluss Staggia zwischen Badesse und Basciano
- Villa Parisini, Villa bei Basciano aus dem 18. Jahrhundert[8]
- Necropoli del Casone, etruskische Nekropole bei Casone, die 1697 von Umberto Benvoglienti entdeckt wurde.[35]
- Castiglionalto (auch Castiglion Ghinibaldi), Befestigungsanlage (236 m[10]) aus dem 12. Jahrhundert nahe Castellina Scalo. Burgherr war im 13. Jahrhundert Ghinibaldo Saracini, dessen Frau Sapìa Salvani (Sapia dei Salvani) und ihre Rolle in der Schlacht von Colle (1269) von Dante in der Göttlichen Komödie erwähnt wird (Dante, Purgatorio, 13. Gesang, 109 ff., bei Streckfuß[36], Original[37]).[38]
- Castello della Chiocciola, auch Castello de La Chiocciola[39] genannt, im 16. Jahrhundert entstandene Burg nahe der Grenze zu Sovicille (Località Riciano). Der Name entstammt dem italienischen Begriff für Wendeltreppe (Scala a chiocciola), die sich im Inneren des Castellos befindet. Die Burg stand mehrere Jahrhunderte im Besitz der Piccolomini aus Siena, später gehörte es den Grafen Brancadori. Zurzeit gehört es den Robimarga.[40]
- Villa di Santa Colomba, Gebäude aus dem 14. Jahrhundert, das von den Accarigi errichtet wurde und bald an Pandolfo Petrucci überging. Dieser ließ es wahrscheinlich von Baldassare Peruzzi am Anfang des 16. Jahrhunderts umgestalten. In der Auseinandersetzung zwischen Siena und Florenz 1554/55 erlitt die Villa erhebliche Schäden, die erst um 1625 behoben wurden. Weitere Restaurierungsarbeiten fanden 1782 statt.[41]

## Veranstaltungen
- Monteriggioni di torri si corona, jährliches Mittelalterfest an zwei Wochenenden im Juli.[42]

## Auszeichnungen
- Der Ort ist Träger der Bandiera Arancione des TCI.[43]

## Verkehr

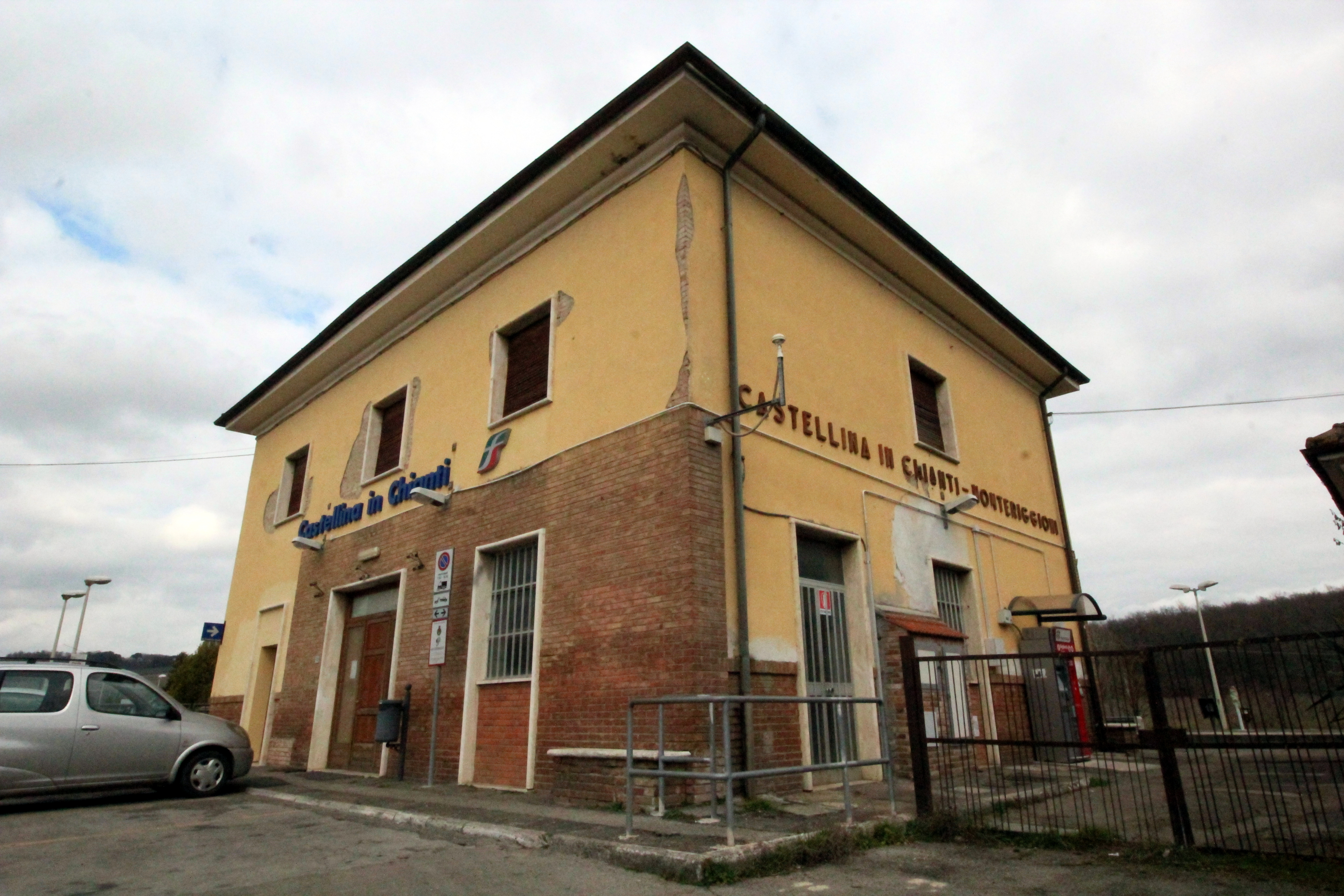
Der Bahnhof Castellina in Chianti, in Castellina Scalo (Ortsteil von Monteriggioni)

- Monteriggioni liegt seit 1849 an der Bahnstrecke Empoli–Siena–Chiusi an der Teilstrecke Empoli–Siena. Der Bahnhof liegt im Ortsteil Castellina Scalo, ca. 2 km nordwestlich von Monteriggioni, ist aber nach dem Nachbarort Castellina in Chianti benannt. Ein weiterer Bahnhof befindet sich im Ortsteil Badesse, ca. 4 km südöstlich von Hauptort gelegen.
- Die Anschlussstelle Monteriggioni liegt an der RA3, die Florenz mit Siena verbindet. Die Anschlussstelle Badesse liegt ca. 4 km südöstlich des Hauptortes und ist die letzte Anschlussstelle vor Siena Nord, die noch im Gemeindegebiet von Monteriggioni liegt.

## Monteriggioni in der Literatur
Der Ort wird von Dante in der Göttlichen Komödie im ersten Teil (Inferno, 31. Gesang, Zeile 40–45) erwähnt:
[…] però che, come in su la cerchia tonda,

Monteriggion di torri si corona,

così la proda che ’l pozzo circonda,

torregiavan di mezza la persona,

li orribili giganti,

cui minaccia, Giove del cielo ancora quando tona.
Gleichwie Montereggione’s Zinnen-Rund

Zahlreiche Thürme ringsum mächtig krönen:

Thürmten sich, halb aufragend aus dem Grund,

Die Leiber von den wilden Erdensöhnen,

Von den Giganten, denen Jovis Droh’n

Noch immer gilt, wenn seine Donner dröhnen.
(Original; Streckfuß-Übersetzung)

## Trivia
- Monteriggioni ist ein zentraler Schauplatz des Videospiels Assassin’s Creed II und Assassin’s Creed: Brotherhood. Im Computerspiel Stronghold ist der Ort einer der Schauplätze des „Belagerungsmodus“.
- Monteriggioni war Drehort von mehreren Filmen, wie z. B. Der englische Patient, Gladiator, Gefühl und Verführung, Tee mit Mussolini oder der deutschen Produktion Der Fall Collini.
- Im Ortsgebiet (Villa Parigini) befindet sich der Hauptsitz der Vereinigung Associazione Nazionale Città dell’Olio[45], der Ort selbst ist mittlerweile ebenfalls Teil der Vereinigung.[46]